# Isoleucyl-ARNt synthétase
L'isoleucyl-ARNt synthétase est une ligase qui catalyse la réaction :
ATP + L-isoleucine + ARNtIle  {\displaystyle \rightleftharpoons }  AMP + pyrophosphate + L-isoleucyl-ARNtIle.
Cette enzyme assure la fixation de l'isoleucine, l'un des 22 acides aminés protéinogènes, sur son ARN de transfert, noté ARNtIle, pour former l'aminoacyl-ARNt correspondant, ici l'isoleucyl-ARNtIle.